# Nowy Młyn (Gietrzwałd)
Nowy Młyn, deutsch Neumühle, ist ein Ort in der polnischen Woiwodschaft Ermland-Masuren. Er gehört zur Gmina Gietrzwałd (Landgemeinde Dietrichswalde) im Powiat Olsztyński (Kreis Allenstein).

## Geographische Lage
Nowy Młyn liegt am Südufer des Flüsschens Gilbing (polnisch Giłwa) im Westen der Woiwodschaft Ermland-Masuren, 18 Kilometer westlich der Kreisstadt Olsztyn (deutsch Allenstein).

## Geschichte
Neumühle wurde als Mühle und Landgut im Jahre 1591 erstmals erwähnt. Viele Jahre wurde die Familie Krause als Besitzer genannt. 1785 hat Neumühle vier Feuerstellen, 1861 zählt der Ort bei einer Fläche von 450 Morgen drei Häuser und sechs Einwohner. Der Mühlenbesitzer Krause wurde 1863 als Wahlmann für das Abgeordnetenhaus genannt.
Eine der beiden Mädchen, die 1877 die Dietrichswalder Marienerscheinungen erlebten, war die 13-jährige Justine Schafrinska aus Neumühle.
Im Jahre 1905 war Neumühle ein Wohnplatz der Gemeinde Woritten (polnisch Woryty) im Kreis Allenstein und hatte zwei Wohnstätten bei 33 Einwohnern.
In Kriegsfolge kam Neumühle 1945 mit dem gesamten südlichen Ostpreußen zu Polen. Der kleine Ort erhielt die polnische Namensform „Nowy Młyn“. Er ist heute eine Ortschaft innerhalb der Landgemeinde Gietrzwałd (Dietrichswalde) im Powiat Olsztyński (Kreis Allenstein), bis 1998 der Woiwodschaft Olsztyn, seither der Woiwodschaft Ermland-Masuren zugehörig.

## Kirche
Bis 1945 war Neumühle in die evangelische Kirche Allenstein in der Kirchenprovinz Ostpreußen der Kirche der Altpreußischen Union, außerdem in die römisch-katholische Kirche Dietrichswalde im Bistum Ermland eingepfarrt.
Heute gehört Nowy Młyn katholischerseits zur Wallfahrtskirche Gietrzwałd im jetzigen Erzbistum Ermland,  evangelischerseits zur Christus-Erlöser-Kirche Olsztyn in der Diözese Masuren der Evangelisch-Augsburgischen Kirche in Polen.

## Verkehr
Nowy Młyn ist über eine Nebenstraße zu erreichen, die in Gietrzwałd von der polnischen Landesstraße 16 (frühere deutsche Reichsstraße 127) in Richtung Woryty abzweigt. Eine Bahnanbindung besteht nicht.